# Kernkraftwerk Vallecitos
Vallecitos (englisch Vallecitos Nuclear Generating Station) war das erste kommerziell genutzte Kernkraftwerk der USA und besitzt einen Siedewasserreaktor. Das Kernkraftwerk liegt 30 Meilen östlich von San Francisco im US-Bundesstaat Kalifornien.

## Geschichte
Der Reaktor in Vallecitos ist ein Siedewasserreaktor, welcher von der Firma General Electric gebaut wurde. Der Eigentümer und Betreiber war ebenfalls General Electric. Der Baubeginn war offiziell der 1. Januar 1956, die Inbetriebnahme des Reaktors war am 19. Oktober 1957. Der Reaktor wurde auch dazu genutzt, Operateure für das Kernkraftwerk Dresden (Illinois) auszubilden.
Der Reaktor war ein Gemeinschaftsprojekt der Firmen General Electric, Pacific Gas and Electric und der Bechtel Corporation. Er wurde 1963 stillgelegt.
Ein kleiner Forschungsreaktor mit maximal 100 kW Leistung blieb auf dem Gelände zunächst in Betrieb. Seine Stilllegung wurde im Mai 2023 bekannt gegeben. Ferner befinden sich dort Labore für metallurgische Analysen von bestrahlten Materialien und zur Herstellung von radioaktiven Präparaten für Medizin und Industrie. 

## Daten des Reaktorblocks
Das Kernkraftwerk Vallecitos hat einen Block:
| Reaktorblock | Reaktortyp         | Netto- leistung | Brutto- leistung | Baubeginn  | Netzsyn- chronisation | Kommer- zieller Betrieb | Abschal- tung |
| ------------ | ------------------ | --------------- | ---------------- | ---------- | --------------------- | ----------------------- | ------------- |
| Vallecitos   | Siedewasserreaktor | 24 MW           | 24 MW            | 01.01.1956 | 19.10.1957            | 19.10.1957              | 09.12.1963    |